# اتفاقيات بازل

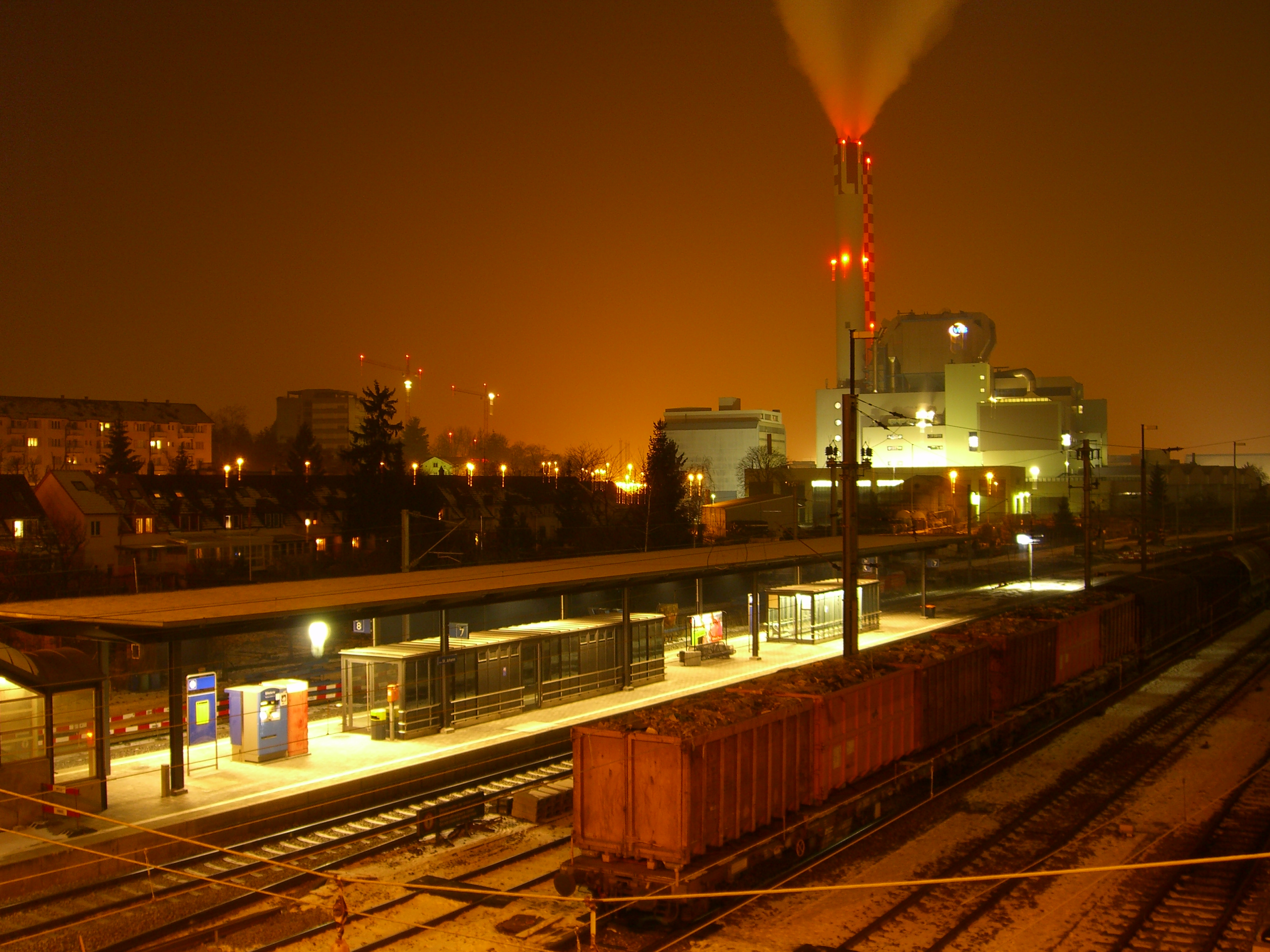
مدينة بازل

اتفاقيّات بازل هي معايير كفاية رأس المال التي تضعها لجنة بازل للإشراف على البنوك، والتي توجد في بازل، سويسرا. عادةً ما تنفّذ الجهات الرقابيّة الوطنيّة معايير تنظيم رأس المال المصرفي وضمان سلامة النظام المصرفي. في الوقت الحالي، تم نشر ثلاث اتفاقيّات، أفضل من الاتفاقيّة السابقة: بازل الأول، بازل الثّاني، بازل الثّالث.

## اتفاقيات بازل: 1، 2، 3
بازل 1: استحداث متطلبات رأس المال العالمية: تعد اتفاقية بازل 1 نتاج أكثر من عشر سنوات من المناقشات في لجنة بازل للرقابة المصرفية، وقد دخلت الاتفاقية حيز التنفيذ عام 1988. وجاءت الاتفاقية استجابة للاعتماد المتبادل بين الأسواق المالية، حيث أدخلت قواعد جديدة حول مقدار رأس المال الذي يتعين على البنوك الدولية الاحتفاظ به في احتياطياتها لتجنب التعرض للإعسار ولمنع حدوث أزمة في النظام المصرفي العالمي. وقدمت اتفاقية بازل 1 نظام ترجيح للمخاطر يجري فيه تقسيم الأصول إلى خمس فئات حسب المخاطر: 0% للأصول الخالية من المخاطر مثل النقد وسندات الخزانة، و10% لأصول مثل ديون البنوك المركزية بالبلدان ذات معدلات التضخم المرتفعة في الماضي القريب، و20% لأصول مثل القروض الممنوحة للبنوك الأخرى أو الأوراق المالية ذات أعلى تصنيف ائتماني، و50% للرهونات العقارية السكنية، و100% لديون الشركات. واشترطت اتفاقية بازل 1 على البنوك الدولية الاحتفاظ بنسبة 8% من أصولها المرجحة بالمخاطر كاحتياطيات نقدية.
بازل 2: تخفيف القيود: أزالت اتفاقية بازل 2 أحد أهم محاور بازل 1، وهو التصنيف الخارجي للمخاطر، والذي اعتبره الكثيرون أحد الأسباب الرئيسية للأزمة المالية عام 2008/2007. ووسط حالة عدم الرضا عن القيود الجديدة، وبمساعدة المؤسسات المؤثرة مثل معهد التمويل الدولي، ضغطت البنوك من أجل التنظيم الذاتي، بمعنى أن تقرر البنوك بأنفسها مدى خطورة أصولها وبالتالي مقدار النقد الذي يجب أن تحتفظ به في احتياطياتها. وتجلت الآثار المترتبة على هذا التغيير في السياسة بشكل واضح بعد بضع سنوات فقط، عندما أصبح واضحا في عام 2007 أن البنوك قد قللت بشكل كبير من مستويات مخاطر الميزانية وخارج الميزانية، وأنه كان لديها رأس مال ضئيل للغاية في احتياطياتها.
اتفاقية بازل 3: التصحيح: جاءت اتفاقية بازل 3 كمحاولة لتجنب الانهيار الوشيك للنظام المصرفي العالمي، إذ رفعت متطلبات رأس المال وأضافت ضمانات جديدة، والتي من بينها المتطلبات الجديدة لزيادة الاحتياطيات خلال فترات التوسع الائتماني وتخفيفها خلال فترات تراجع الاقتراض.